# Chai (певачица)
Теодора Влаховић (рођ. 2000, Кикинда), познатија под псеудонимом Chai, српска је певачица.
Теодора је рођена у Кикинди, ишла је у Економско-трговинску школу. Од 2015. године почиње да објављује обраде песама на друштвеним мрежама YouTube и Instagram. Била је певачица је у бенду Пар непар. Године 2023. објављује ЕП албум са називом Таласи под окриљем продукцијске куће Red Pill. Учествује у настанку својих песама као текстописац или композитор. Године 2024. такмичи се са песмом Сама на Песми за Евровизију 2024. године.

## Дискографија

### Студијски албуми
- Црни Chai (2024)

### ЕП-ови
- Таласи (2023)

### Синглови
- Фантазија (2022)
- Еуфорија (2022)
- Таласи (2023)
- Лажеш (2024)
- Сама (2024)